# Boljevce
Boljevce (en serbocroata: Boljevce / Бољевце) o Bolec (en albanés: Bolec) es un pueblo en el municipio de Novo Brdo del distrito de Pristina de Kosovo. Boljevce es uno de los enclaves serbios en Kosovo. 

## Demografía
La evolución demográfica de Boljevce entre 1948 y 2011 fue la siguiente:
| 282                                                 | 307 | 336 | 337 | 299 | 264 | 72 |
| (Fuente: Population of Kosovo since Yugoslav times) |     |     |     |     |     |    |

Según el censo de 2011 (boicoteado parcialmente por los serbios), los serbios representaban el 100% de la población (72 personas).